# اکاتاری
اکاتاری (به لاتین: Acățari) در رومانی است.